# Fuente de chocolate

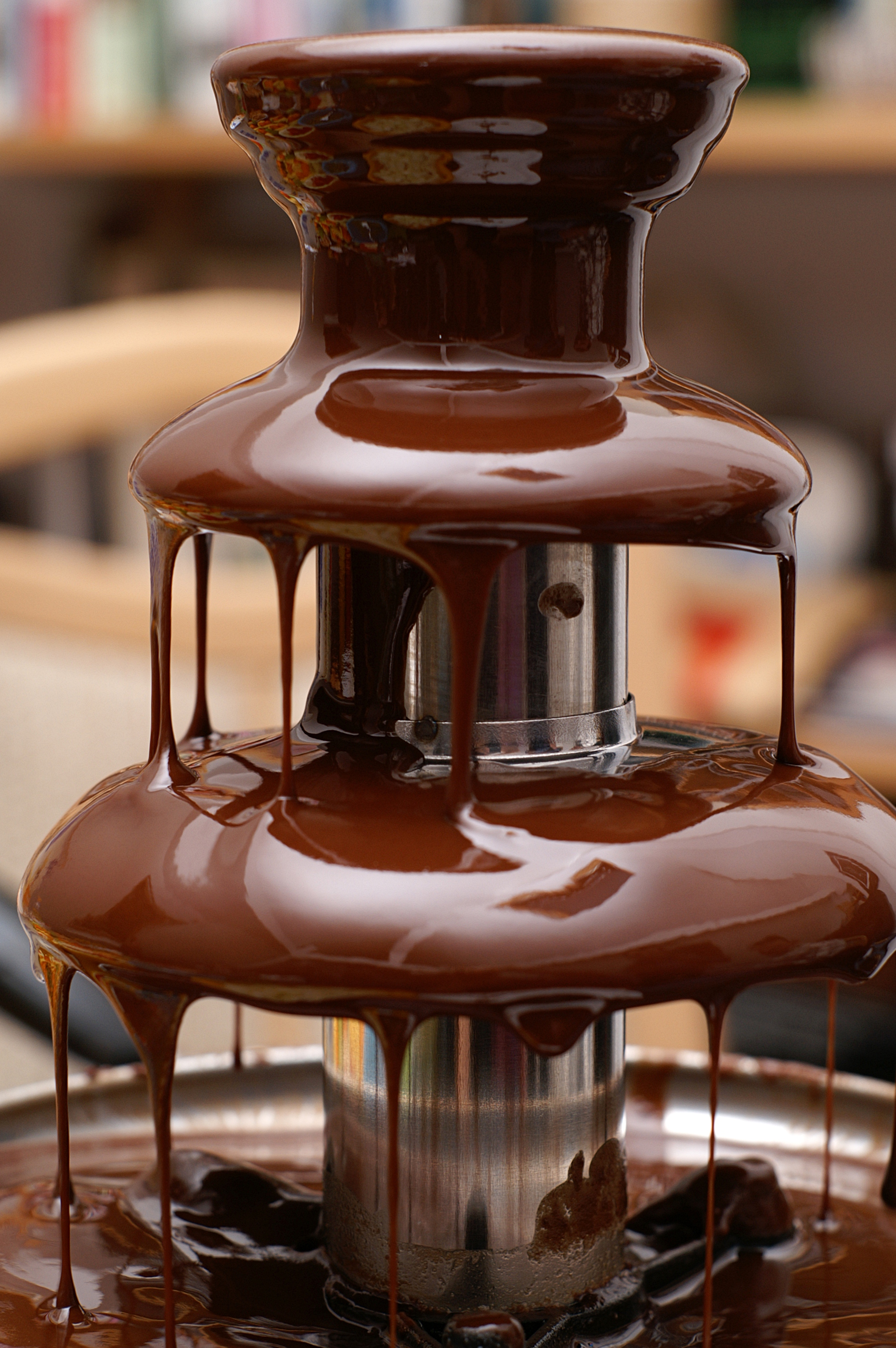
Pequeña fuente de chocolate

La fuente de chocolate es una máquina donde cae el chocolate que se funde. Fueron inventadas por Ben Brisman y popularizadas por la empresa canadiense llamada Design & Realisation.